# Kamaldeen Sulemana
Kamaldeen Sulemana (Techiman, 15 febbraio 2002) è un calciatore ghanese, attaccante dell'Atalanta e della nazionale ghanese.

## Caratteristiche tecniche
È un'ala sinistra che ama svariare su tutto il fronte offensivo. Molto rapido e dotato di un'ottima tecnica di base, tende ad accentrarsi per provare la conclusione a rete di destro.

## Carriera

### Club

#### Gli inizi e Nordsjaelland
Nato a Techiman, muove i primi passi nel mondo del calcio nel Right to Dream Academy, società ghanese affiliata ai danesi del Nordsjælland. Ad inizio 2020 si trasferisce nel club scandinavo con cui firma un contratto quinquennale entrando subito a far parte della prima squadra. Debutta il 23 febbraio nel corso del match di Superligaen vinto 2-1 contro il SønderjyskE, mentre il 29 maggio seguente segna la sua prima rete, fissando il risultato sul definitivo 2-0 contro il Silkeborg.

#### Rennes
Il 16 luglio 2021 viene acquistato dal Rennes dove rimane una stagione e mezzo mettendo a segno in tutto 5 reti in 34 presenze nella prima divisione francese (e, in generale, 6 reti in 47 presenze tra tutte le competizioni ufficiali).

#### Southampton
Passa poi al Southampton dove in due stagioni e mezzo colleziona 69 presenze e 3 gol in incontri di campionato tra la prima e la seconda divisione inglese (subendo due retrocessioni intervallate da una promozione).

#### Atalanta
Il 2 luglio 2025 passa in Serie A all'Atalanta per una cifra vicino ai 17 milioni di euro.

### Nazionale
Il 25 settembre 2020 riceve la prima convocazione con la nazionale ghanese; esordisce in nazionale il 9 ottobre giocando l'incontro amichevole perso 3-0 contro il Mali. Successivamente, viene convocato per la Coppa delle nazioni africane 2021.

## Statistiche

### Presenze e reti nei club
Statistiche aggiornate al 18 giugno 2023.
| Stagione            | Squadra             | Campionato          | Campionato | Campionato | Coppe nazionali | Coppe nazionali | Coppe nazionali | Coppe continentali | Coppe continentali | Coppe continentali | Altre coppe | Altre coppe | Altre coppe | Totale | Totale | Totale |
| Stagione            | Squadra             | Comp                | Pres       | Reti       | Comp            | Pres            | Reti            | Comp               | Pres               | Reti               | Comp        | Pres        | Reti        | Pres   | Reti   |        |
| ------------------- | ------------------- | ------------------- | ---------- | ---------- | --------------- | --------------- | --------------- | ------------------ | ------------------ | ------------------ | ----------- | ----------- | ----------- | ------ | ------ | ------ |
| 2019-2020           | Nordsjælland        | SL                  | 13         | 4          | CD              | 0               | 0               |                    | -                  | -                  |             | -           | -           | 13     | 4      |        |
| 2020-2021           | Nordsjælland        | SL                  | 29         | 10         | CD              | 1               | 0               |                    | -                  | -                  |             | -           | -           | 30     | 10     |        |
| Totale Nordsjælland | Totale Nordsjælland | Totale Nordsjælland | 42         | 14         |                 | 1               | 0               |                    | -                  | -                  |             | -           | -           | 43     | 14     |        |
| 2021-2022           | Rennes              | L1                  | 20         | 4          | CF              | 1               | 0               | UEL                | 6                  | 1                  |             | -           | -           | 27     | 5      |        |
| 2022-gen.2023       | Rennes              | L1                  | 14         | 1          | CF              | 2               | 0               | UEL                | 4                  | 0                  |             | -           | -           | 20     | 1      |        |
| Totale Rennes       | Totale Rennes       | Totale Rennes       | 34         | 5          |                 | 3               | 0               |                    | 10                 | 1                  |             | -           | -           | 47     | 6      |        |
| gen.-giu. 2023      | Southampton         | PL                  | 18         | 2          | FACup+CdL       | 0               | 0               |                    | -                  | -                  |             | -           | -           | 18     | 2      |        |
| 2023-2024           | Southampton         | FLC                 | 25         | 0          | FACup+CdL       | 1+0             | 0               |                    | -                  | -                  |             | -           | -           | 26     | 0      |        |
| 2024-2025           | Southampton         | PL                  | 26         | 1          | FACup+CdL       | 2+2             | 1+0             |                    | -                  | -                  |             | -           | -           | 30     | 2      |        |
| Totale Southampton  | Totale Southampton  | Totale Southampton  | 69         | 3          |                 | 5               | 1               |                    | -                  | -                  |             | -           | -           | 74     | 4      |        |
| 2025-2026           | Atalanta            | A                   | -          | -          | CI              | -               | -               | UCL                | -                  | -                  | -           | -           | -           | -      | -      |        |
| Totale carriera     | Totale carriera     | Totale carriera     | 145        | 22         |                 | 8               | 1               |                    | 10                 | 1                  |             | -           | -           | 163    | 24     |        |

### Cronologia presenze e reti in nazionale
| Cronologia completa delle presenze e delle reti in nazionale ― Ghana | Cronologia completa delle presenze e delle reti in nazionale ― Ghana | Cronologia completa delle presenze e delle reti in nazionale ― Ghana | Cronologia completa delle presenze e delle reti in nazionale ― Ghana | Cronologia completa delle presenze e delle reti in nazionale ― Ghana | Cronologia completa delle presenze e delle reti in nazionale ― Ghana | Cronologia completa delle presenze e delle reti in nazionale ― Ghana | Cronologia completa delle presenze e delle reti in nazionale ― Ghana |
| Data                                                                 | Città                                                                | In casa                                                              | Risultato                                                            | Ospiti                                                               | Competizione                                                         | Reti                                                                 | Note                                                                 |
| -------------------------------------------------------------------- | -------------------------------------------------------------------- | -------------------------------------------------------------------- | -------------------------------------------------------------------- | -------------------------------------------------------------------- | -------------------------------------------------------------------- | -------------------------------------------------------------------- | -------------------------------------------------------------------- |
| 9-10-2020                                                            | Manavgat                                                             | Mali                                                                 | 3 – 0                                                                | Ghana                                                                | Amichevole                                                           | -                                                                    | 42’                                                                  |
| 12-10-2020                                                           | Aksu                                                                 | Ghana                                                                | 5 – 1                                                                | Qatar                                                                | Amichevole                                                           | -                                                                    | 64’                                                                  |
| 3-9-2021                                                             | Cape Coast                                                           | Ghana                                                                | 1 – 0                                                                | Etiopia                                                              | Qual. Mondiali 2022                                                  | -                                                                    | 69’                                                                  |
| 9-10-2021                                                            | Cape Coast                                                           | Ghana                                                                | 3 – 1                                                                | Zimbabwe                                                             | Qual. Mondiali 2022                                                  | -                                                                    | 79’                                                                  |
| 12-10-2021                                                           | Harare                                                               | Zimbabwe                                                             | 0 – 1                                                                | Ghana                                                                | Qual. Mondiali 2022                                                  | -                                                                    | 60’                                                                  |
| 11-11-2021                                                           | Johannesburg                                                         | Etiopia                                                              | 1 – 1                                                                | Ghana                                                                | Qual. Mondiali 2022                                                  | -                                                                    | 77’                                                                  |
| 14-11-2021                                                           | Cape Coast                                                           | Ghana                                                                | 1 – 0                                                                | Sudafrica                                                            | Qual. Mondiali 2022                                                  | -                                                                    | 87’                                                                  |
| 10-1-2022                                                            | Yaoundé                                                              | Marocco                                                              | 1 – 0                                                                | Ghana                                                                | Coppa d'Africa 2021 - 1º turno                                       | -                                                                    | 86’                                                                  |
| 14-1-2022                                                            | Yaoundé                                                              | Gabon                                                                | 1 – 1                                                                | Ghana                                                                | Coppa d'Africa 2021 - 1º turno                                       | -                                                                    | 61’                                                                  |
| 18-1-2022                                                            | Garoua                                                               | Ghana                                                                | 2 – 3                                                                | Comore                                                               | Coppa d'Africa 2021 - 1º turno                                       | -                                                                    | 60’                                                                  |
| 5-6-2022                                                             | Luanda                                                               | Rep. Centrafricana                                                   | 1 – 1                                                                | Ghana                                                                | Qual. Coppa d'Africa 2023                                            | -                                                                    | 63’                                                                  |
| 23-9-2022                                                            | Le Havre                                                             | Brasile                                                              | 3 – 0                                                                | Ghana                                                                | Amichevole                                                           | -                                                                    | 46’                                                                  |
| 17-11-2022                                                           | Abu Dhabi                                                            | Ghana                                                                | 2 – 0                                                                | Svizzera                                                             | Amichevole                                                           | -                                                                    | 62’ 67’                                                              |
| 28-11-2022                                                           | Al Rayyan                                                            | Corea del Sud                                                        | 2 – 3                                                                | Ghana                                                                | Mondiali 2022 - 1º turno                                             | -                                                                    | 78’                                                                  |
| 2-12-2022                                                            | Al Wakrah                                                            | Ghana                                                                | 0 – 2                                                                | Uruguay                                                              | Mondiali 2022 - 1º turno                                             | -                                                                    | 46’ 86’                                                              |
| 23-3-2023                                                            | Kumasi                                                               | Ghana                                                                | 1 – 0                                                                | Angola                                                               | Qual. Coppa d'Africa 2023                                            | -                                                                    | 83’                                                                  |
| 27-3-2023                                                            | Luanda                                                               | Angola                                                               | 1 – 1                                                                | Ghana                                                                | Qual. Coppa d'Africa 2023                                            | -                                                                    | 61’                                                                  |
| 18-6-2023                                                            | Antananarivo                                                         | Madagascar                                                           | 0 – 0                                                                | Ghana                                                                | Qual. Coppa d'Africa 2023                                            | -                                                                    | 62’                                                                  |
| 10-6-2024                                                            | Kumasi                                                               | Ghana                                                                | 4 – 3                                                                | Rep. Centrafricana                                                   | Qual. Mondiali 2026                                                  | -                                                                    | 63’ 64’                                                              |
| 21-3-2025                                                            | Accra                                                                | Ghana                                                                | 5 – 0                                                                | Ciad                                                                 | Qual. Mondiali 2026                                                  | -                                                                    | 71’                                                                  |
| Totale                                                               |                                                                      | Presenze                                                             | 20                                                                   |                                                                      | Reti                                                                 | 0                                                                    |                                                                      |